# Jaka Štoka
Jaka Štoka, slovenski gledališki igralec, režiser pisatelj in založnik, * 5. julij 1867, Kontovel, Avstro-Ogrska, danes Italija, † 15. avgust 1922, Trst.

## Življenjepis
Oče mu je bil ribič in kamnosek Anton, mati mu je bila Marija (rojena Mauri). Štoka je delal v raznih odvetniških pisarnah v Trstu in se istočasno ukvarjal z gledališko dejavnostjo. Do ustanovitve Dramatičnega društva v Trstu (1902) je sodeloval z gledališko skupino J. Negodeta, nato je z A. Grebencem prevzel vodstvo osrednje gledališke skupine in režiranje prestav. Do začetka profesionalnega delovanja Narodnega doma leta (1907) je dve sezoni vodil gledališko skupino v Narodnem domu in tam tudi pozneje priložnostno sodeloval s krajšimi prizori oziroma z lastno igralsko skupino. Štoka je leta 1914 v Trstu odprl prvo slovensko trgovino s knjigami ter izdajal in zalagal slovenske knjige.

## Literarno delo
Štoka je napisal sedem komedij: Gospod Lukin (prva uprizoritev Trst, 1897), Ne kliči vraga! (Trst, 1905), Trije tički (Trst, 1905), Moč uniforme (Trst, 1909), Mutast muzikant (Trst, 1910), Anarhist (Trst, 1912) in Lažizdravnika (1923). Njegove komedije so uprizarjale tudi slovenske podeželske amaterske gledališke skupine. Štokova najboljše dela pa so bila na repertoarju Slovenskega stalnega gledališča v Trstu vse do sedemdesetih let 20. stoletja.